# Appaloosa
Pour les articles homonymes, voir Appaloosa (homonymie).
Pour l’article ayant un titre homophone, voir Appalousa.
L'Appaloosa est une race de chevaux de selle originaire du nord-ouest des États-Unis. Issue des montures perdues par les colons européens, les mustangs, elle est sélectionnée traditionnellement par les Premières nations Nimíipuu (Nez-Percés) établis près de la rivière Palouse. La grande particularité de ces chevaux est d'avoir très souvent une robe tachetée, entre autres caractéristiques physiques étonnantes.
Les Nimíipuu perdent la plupart de leurs chevaux lors de leur migration de 1877 et la race connaît un déclin de plusieurs décennies, ne survivant que grâce à la ténacité de quelques éleveurs, jusqu'à la création d'un stud-book en 1938. Depuis le milieu du XXe siècle, de très nombreux croisements avec des chevaux Quarter Horses et Pur-sang sont effectués. Au début du XXIe siècle, peu de différences existent, hormis la robe, entre l'Appaloosa, le Quarter Horse et le Paint Horse, qui forment les trois races autorisées dans les concours internationaux de monte western. Désormais, l'Appaloosa est l'une des races les plus populaires aux États-Unis. Il a été nommé le cheval officiel de l'État de l'Idaho en 1975. En 1997, il est reconnu en France par les Haras nationaux. L'Appaloosa a influencé beaucoup d'autres races de chevaux, y compris des chevaux d'allures. Son schéma de couleur est d'un grand intérêt pour ceux qui étudient la génétique équine. Ce cheval est également présent dans nombre d'œuvres de la culture populaire, notamment des films.
Les Nimíipuu élèvent une race appelée cheval des Nez-Percés ou cheval de Palouse, obtenue par croisement d'Appaloosas « modernes » avec des Akhal-Teké, assez ressemblants aux Appaloosas originels.

## Étymologie
Au XIXe siècle, les trappeurs canadiens francophones avaient baptisé pelouse cette région des Hauts-Plateaux à herbe courte, comme ils avaient appelé prairie les Grandes Plaines à herbe longue. La rivière Palouse procède aussi de la même étymologie. Ces trappeurs furent les premiers à avoir remarqué les chevaux colorés des indiens, à qui ils donnèrent le nom de cheval de la Palouse puis, par déformation angliciste, Appaloosa. Le « cheval de la Pelouse » devient ainsi un « palousé » qui se transforme en anglais en « Appalosey » puis en « Appaloosa ».
Le français était alors la langue de la traite des fourrures puisque les « coureurs de bois » ou « voyageurs » étaient tous Canadiens français ou Métis-français. Toutes les compagnies (américaines, canadiennes ou anglaises) embauchaient des francophones pour leur contact amical avec les Indiens. Le français de la traite, quoique passablement déformé, est encore parlé dans certaines tribus de l'Ouest canado-américain sous le nom de michif (prononcé mitchif) qui est le mot « métis » tel que prononcé aujourd'hui. La langue mechif, autrefois appelée chinouc ou chinouk a aujourd'hui pour caractéristique de garder l'article accolé au substantif. Ainsi le premier A de appaloosa n'est que le A de l'article « la » dans l'expression « la pelouse ». Prononcé à l'anglaise, le mot « Lapelouse » a donné Appaloosa.
D'autres sources évoquent pour étymologie la traduction de « Jambes noires » en raison des méthodes de pêche de ces indiens dans les marais, brunissant la peau par l'accumulation de minéraux[réf. nécessaire].

## Histoire
L'Appaloosa trouve son origine dans les nombreux chevaux amenés avec les colons sur le continent américain. Il n'est pas le premier cheval tacheté puisqu'on trouve des mentions ou des représentations de chevaux portant cette robe depuis la préhistoire jusqu'à la Renaissance.
Les chevaux à robe bariolée sont peu appréciés par les Arabes et les Espagnols selon les spécialistes. Pourtant, on retrouve des chevaux de couleur dans les livres de bord des navires qui partent vers les Amériques ; deux chevaux sont comptabilisés sur les seize embarqués, probablement des genets d'Espagne, à bord du navire d'Hernán Cortés en 1519. Les cavaliers sont répertoriés ainsi que les chevaux avec leur robe et particularités : « …Moron originaire de Vaino avec un étalon overo bien mis, Vaena de Trinidad avec un étalon noir overo et des petites taches blanches (robe snowflake), il n'a pas bien supporté le voyage… ».
L'éleveur Scott Engstrom défend l'idée selon laquelle l'origine de l'Appaloosa se trouverait en Asie et non en Espagne, ce qui a donné lieu à la réalisation d'une émission de télévision filmée au Kirghizstan, qui a permis de trouver des chevaux porteurs de la robe à complexe léopard.
En 1604, Balbuena décrit les premiers vaqueros et des chevaux de couleur dans les élevages du Mexique. Les caractéristiques sont identiques à celles des chevaux de Cortés près d'un siècle auparavant.

### L'arrivée dans le Nouveau Monde

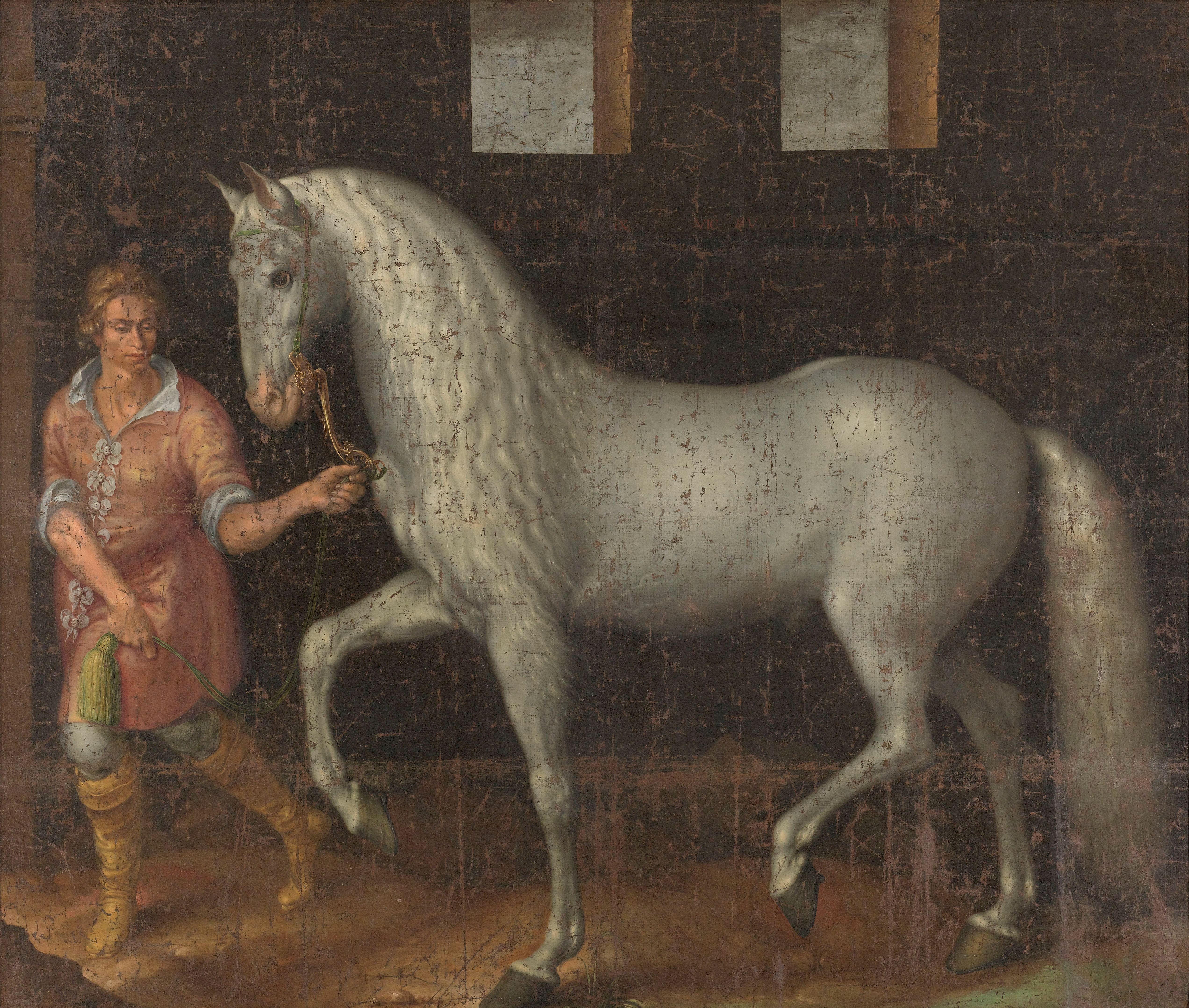
Cheval andalou en 1600.

Le cheval ayant disparu du continent américain depuis la fin de la dernière période glaciaire, les Européens amènent des chevaux dans les colonies. Dès la fin du XVIe siècle les Apaches et Navajos ont parfaitement intégré le cheval. Leur goût pour ce qui est voyant les amène à préférer les animaux de couleurs. À la fin du XVIIIe siècle, les chevaux tachetés ne sont plus à la mode en Europe, les éleveurs se débarrassent de ces chevaux qu'ils vendent vers le Nouveau Monde. Leur type est très proche de l'Appaloosa originel des Nez-Percés. Miller décrit en 1861 les caractéristiques de ces chevaux des Nez-Percés et les comparent au type andalou avec la finesse, les allures et le profil facial arqué typique du « fameux cheval d'Espagne » du temps de Charles Quint. Autre caractéristique de ces chevaux de l'Oregon, une crinière et une queue peu abondantes. On ne sait pas si ce trait génétique est apparu lors de croisements ou alors s'il est issu des chevaux dont les éleveurs et les Espagnols ont voulu se débarrasser en y voyant un signe de faiblesse.

### La sélection par la tribu des Nez-Percés

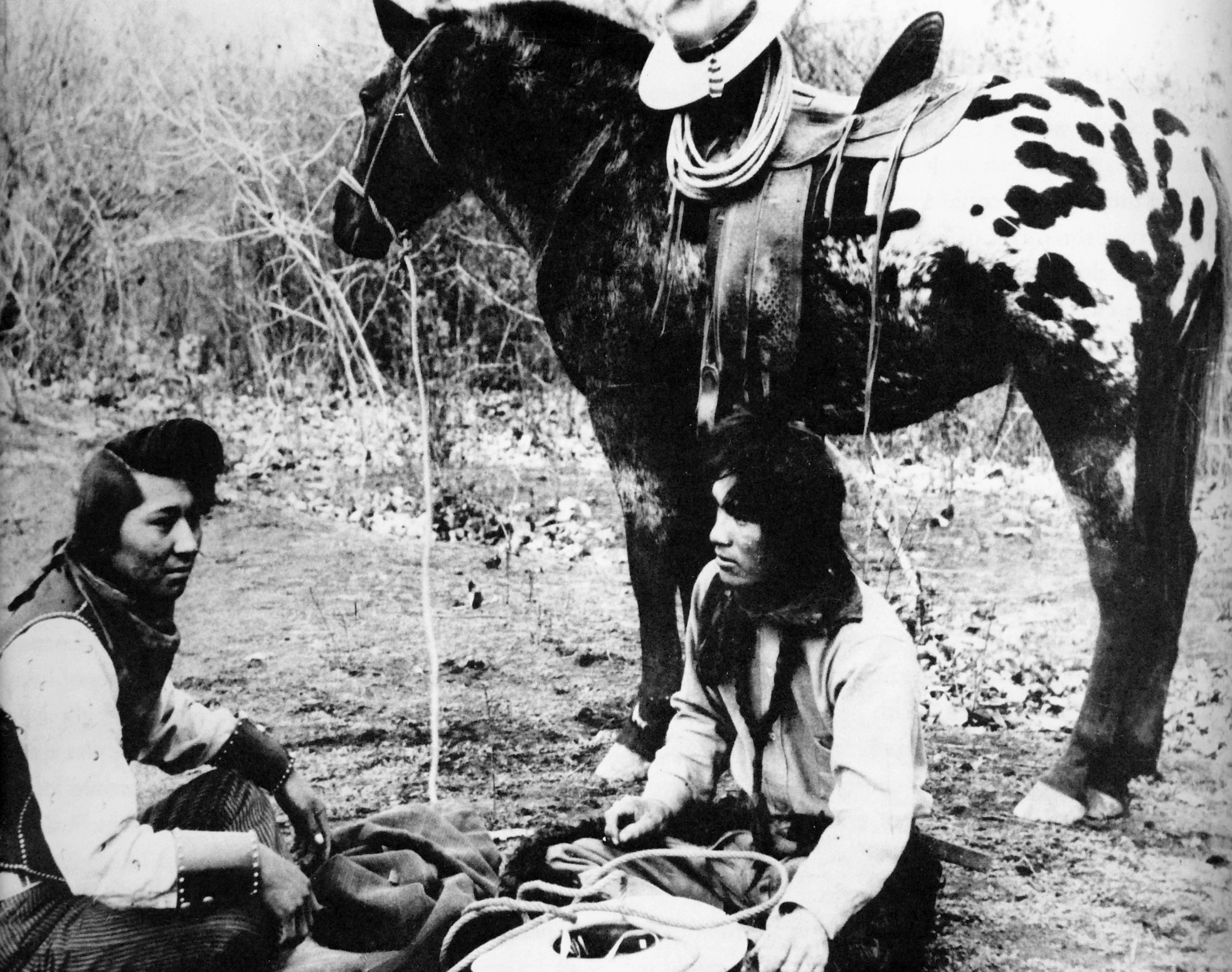
Indiens Nez-Percés et cheval Appaloosa, vers 1895.

La tradition orale veut que les Nez-Percés aient découvert le cheval chez les Cayuses vers 1730. Apprenant que ces derniers ont acquis ce nouvel arrivant chez les Shoshones au sud, ils partent pour y faire du commerce et acquérir ce nouveau venu. Ils achètent une jument pleine de couleur blanche qui constitue avec son poulain le début d'immenses troupeaux qui se développent dans un environnement de pâtures grasses et de canyons, favorable et protégé. Les chevaux se multiplient le long des vallées de la Snake River, de la Palouse River et des larges plaines de la Columbia.
Entre 1700 et 1770, les immenses troupeaux de Colonial Spanish Mustangs, directement issus des premiers chevaux des Espagnols sont au contact des élevages en liberté des chevaux canadiens français, qui eux descendent du trait breton.
En moins de cent ans, pratiquement les seuls parmi les autres tribus (et la raison reste un mystère), ils acquièrent les techniques de l'élevage sélectif. En 1806, Lewis laisse castrer un de ses chevaux par un Nez-Percé, et à son grand étonnement l'animal récupère très rapidement. Il notera dans ses carnets : « je déclare sans hésitation que la méthode de castration pratiquée par les Indiens est bien supérieure à la nôtre ». Il remarque également d'élégants chevaux de couleur « avec de larges taches blanches mélangées de façon irrégulière avec des robes noires, baies ou autres couleurs foncées ».
Contrairement à une idée répandue, tous les chevaux des Nez-Percés ne sont pas tachetés.
Les Appaloosas auraient été sélectionnés également pour une allure particulière, l'Indian shuffle, proche de l'amble et très confortable permettant de couvrir de longues distances, « chevaux aux 100 miles par jour ». Pour cette allure, chaque pied frappe la terre à un temps différent, donnant au cheval une démarche par bipède latéral à quatre battues.

### Les guerres et la disparition de l'Appaloosa originel

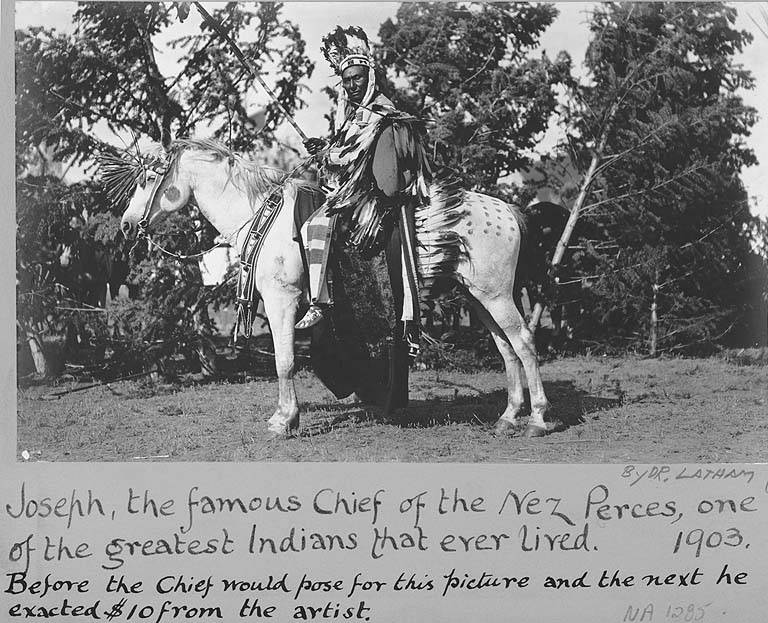
Chef Joseph, 1903

Après la reddition des Nez-Percés en 1877, les immenses troupeaux sont décimés par l'armée américaine qui considère ces chevaux comme des armes de guerre. Ils servent même de cibles d'entraînement.
La politique du Bureau des affaires indiennes encourage ces tribus nomades à se sédentariser et à devenir des fermiers. Elle impose le croisement avec des étalons type cheval de trait donnant des Appaloosas proches du Knabstrup.

### Renaissance de la race
Des propriétaires de ranch continuent d'élever ces chevaux de couleur mais pour leur propre usage de cheval de bétail. En 1937, un historien également cavalier, Francis Haines, publie un article sur l'Appaloosa dans une revue équestre. Devant l'immense intérêt des lecteurs d'autres articles suivent et avec le soutien du public, six passionnés partent à la recherche des descendants des Appaloosas originels pour la création d'un stud-book et la sauvegarde de la race. Près de 5000 chevaux sont sélectionnés et déclarés comme fondateurs du nouvel Appaloosa. En 1938, l'Appaloosa Horse Club (ApHC) est créé, son siège est à Moscow dans l'Idaho.
Sous l'impulsion du président Thomson, l'ApHC prend des mesures pour améliorer la race en autorisant des apports de Pur Sang Arabe. Le mélange sans problème est sans doute dû au fait que l'Appaloosa a du sang Barbe et Arabe. Quand ce n'est pas possible il est recommandé d'utiliser du Morgan ou du Pur-sang avec les caractéristiques de l'Arabe et du cheval de selle.
Parmi les Appaloosa fondations, 25 Arabes ont été enregistrés comme père ou mère de plusieurs chevaux. Tous ont comme origine Mesaoud, « Arabe pure race de lignée tachée », ce qui relie les deux races à leurs anciennes lignées orientales. Il existe un type Arabian-Appaloosa très compétitif en endurance qui réunit les qualités respectives des deux races.
Dans les années 1970, l'Appaloosa est devenu la troisième race en nombre aux États-Unis. Cependant sous la pression d'éleveurs, l'ApHC, introduit une règle dans les années 1980 qui permet le croisement avec des Quarter Horses. De plus en plus « quarterisé », l'Appaloosa perd peu à peu ses caractéristiques pour devenir un Quarter Horse avec une robe tachetée, apte aux compétitions de la monte western.
Dans les années 2000 les dirigeants de l'ApHC réalisent que l'Appaloosa est sur le point de disparaître. Pour certains, il est déjà trop tard pour sauver la race de l'extinction. Certaines associations prennent des mesures drastiques, ferment des livres pour interdire tout croisement et refusent les Appaloosas solid color.
Les chevaux Appaloosa fondation sont reconnus s'ils ont comme origine un Fondateur (Candy F320,  Sundance F500, Toby, Red Eagle, Simcoe's Sarcee, Chief of Fourmile, Joker B, Juaquin, Patchy F416, Bambi E, etc.) et au moins 75 % ApHC sur cinq générations pour pouvoir être inscrit à la Foundation Appaloosa Horse Registry.
Un programme de réhabilitation de l'Appaloosa originel a aussi été mis en place dans la tribu des Nez-Percés.

## Description
L'Appaloosa moderne actuel a reçu des apports de sang très importants du Quarter Horse. Mises à part les couleurs, ses traits génétiques et sa morphologie le rapprochent davantage du Quarter Horse que de l'Appaloosa originel.

### Allure générale
Il toise généralement de 1,42  à   1,65 m au garrot pour un poids de 400  à   450 kg. C'est un cheval de type médioligne. Sa musculature est développée et le squelette est fort en os. Sa morphologie en fait un cheval polyvalent apte à la pratique de nombreuses disciplines tant classiques que western.
Quatre caractéristiques sont considérées comme identificatrices chez l'Appaloosa : le tour des yeux, la bouche et les naseaux ainsi que les parties génitales marbrés, le blanc de l'œil (sclérotique) bien visible, les sabots striés et la robe colorée. Un cheval peut toutefois être reconnu comme Appaloosa en ne possédant pas les quatre caractéristiques précédentes, à condition
que ses parents soient des Appaloosas.

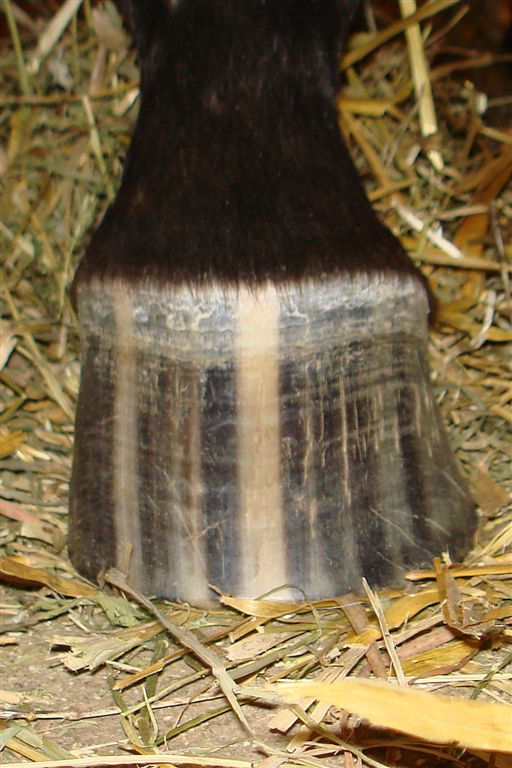
Sabots striés
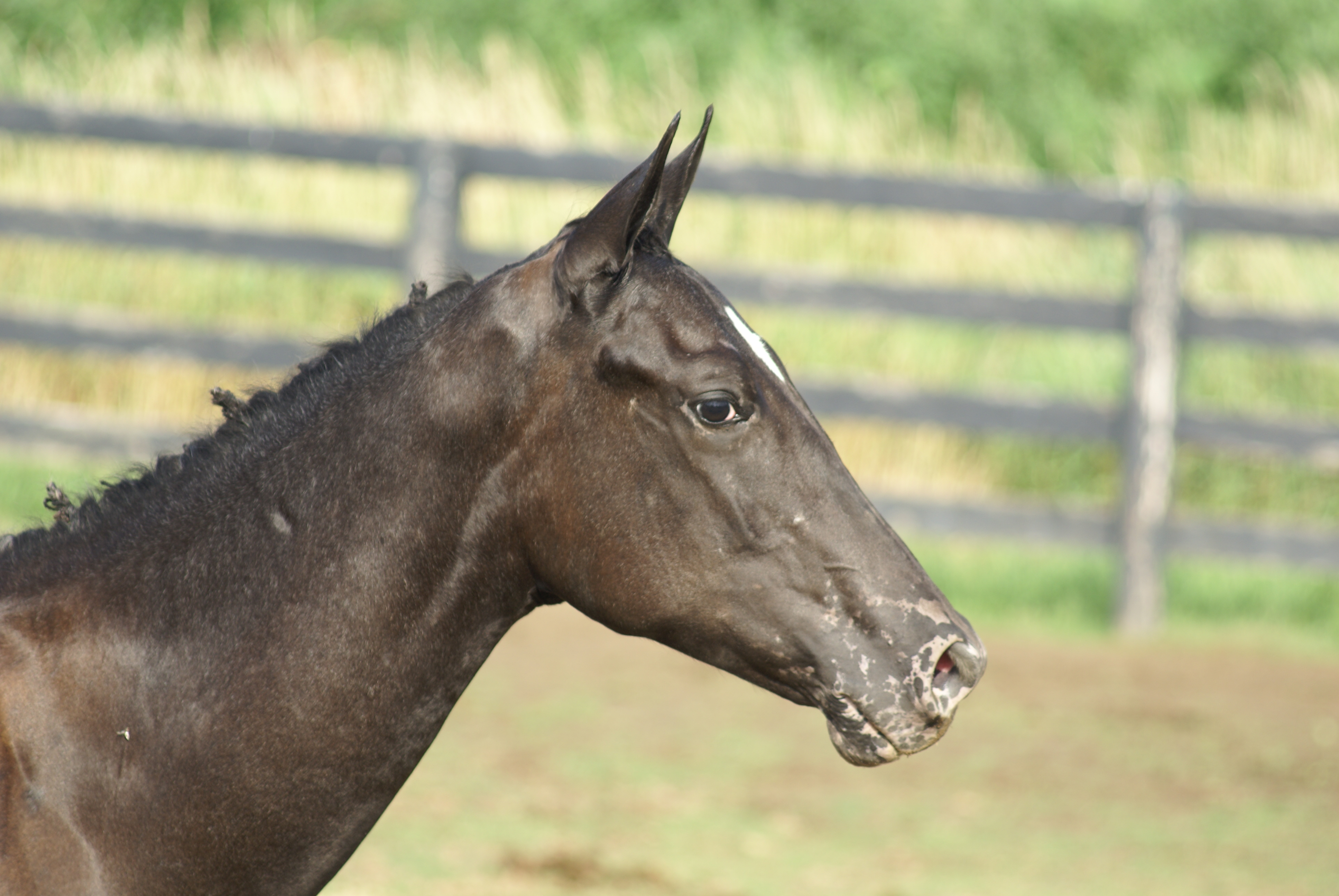
Peau marbrée
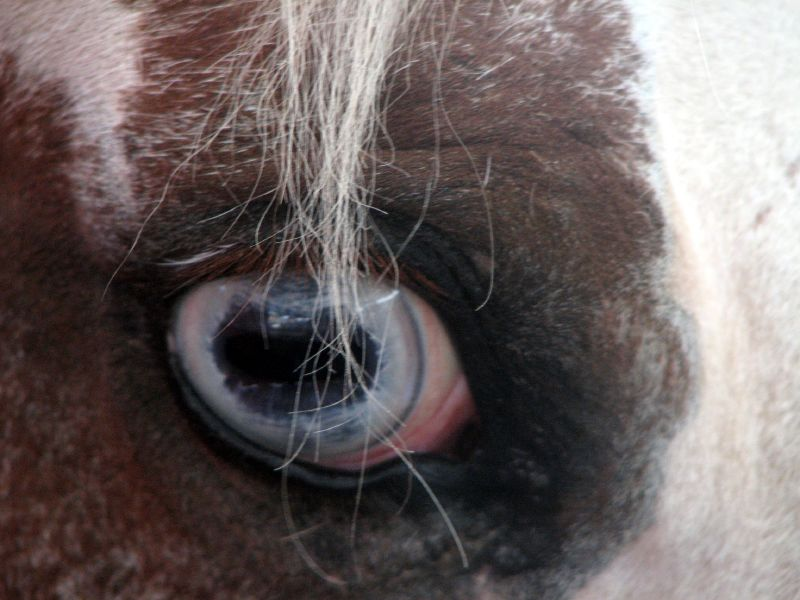
Sclérotique apparente, ici sur un œil bleu, rare chez la race
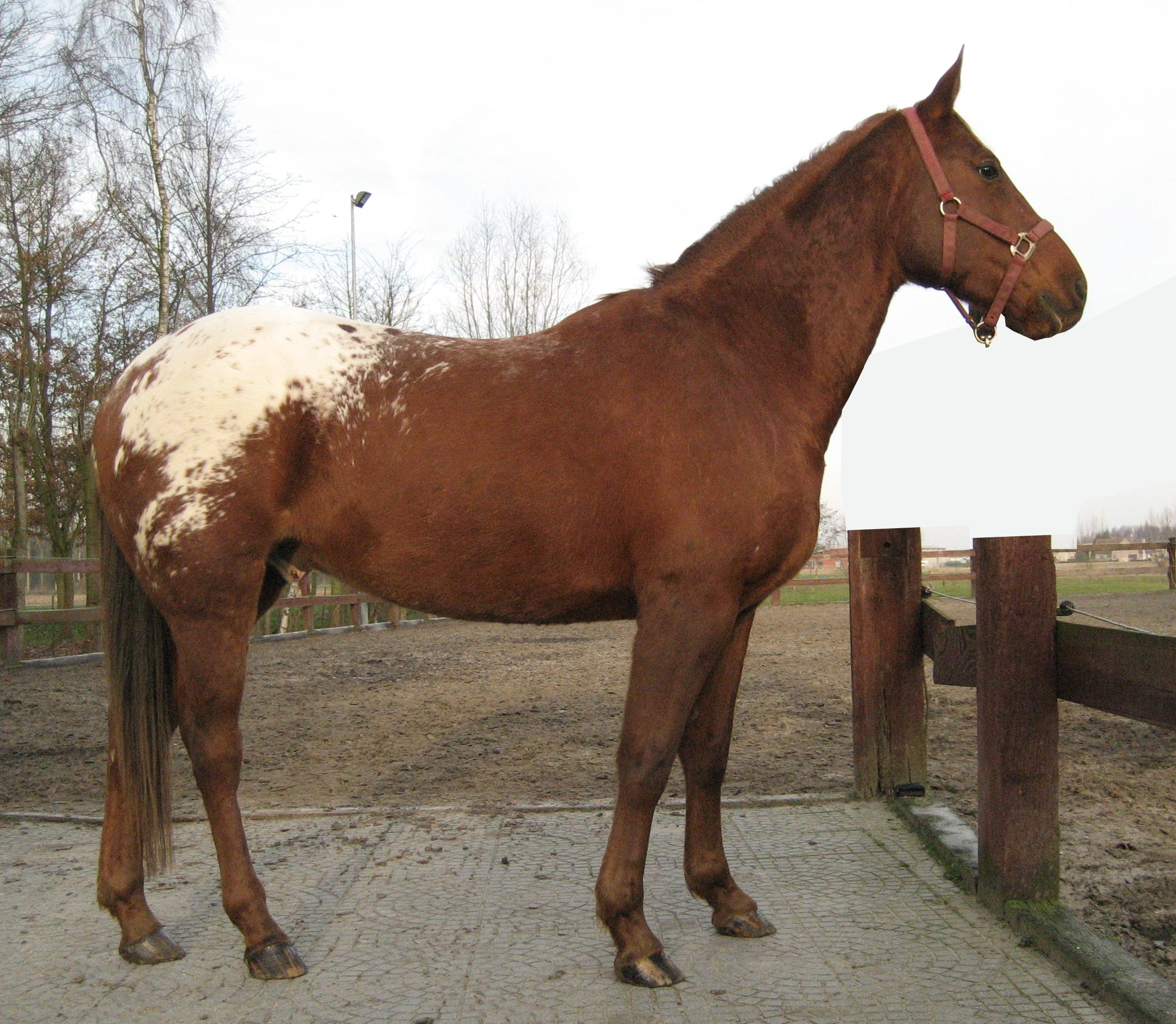
Robe colorée

### Robe
L'Appaloosa est réputé pour sa robe originale. Aux robes de base reconnues par l'Appaloosa Horse Club,, s'ajoutent plusieurs modèles de taches. Ces dernières peuvent se cumuler entre elles et sont très variables, ce qui rend chaque animal unique.
- Capé ou Blanket en anglais : une large zone blanche recouvre la croupe, contrastant ainsi avec le reste de la robe. Cette zone blanche peut être plus ou moins étendue.
- Capé taché ou Spotted Blanket en anglais : sur la même base que le « capé », des petites taches sombres apparaissent sur la zone blanche.
- Léopard : la robe est toute blanche et parsemée de petites taches sombres.
- Few Spots : la robe est blanche, presque unie.
- Flocon de neige ou Snowflake en anglais : la robe de base est parsemée de petites taches blanches.
- Marmoré ou Varnish Roan en anglais : la robe est sombre à la naissance, puis elle se parsème de poils blancs et blanchit, sauf sur les zones osseuses qui restent sombres.
- Givré ou Frost en anglais : sur la robe de base, une zone plus claire ou des taches blanches apparaissent sur les reins, les hanches ou la ligne du dos[13].

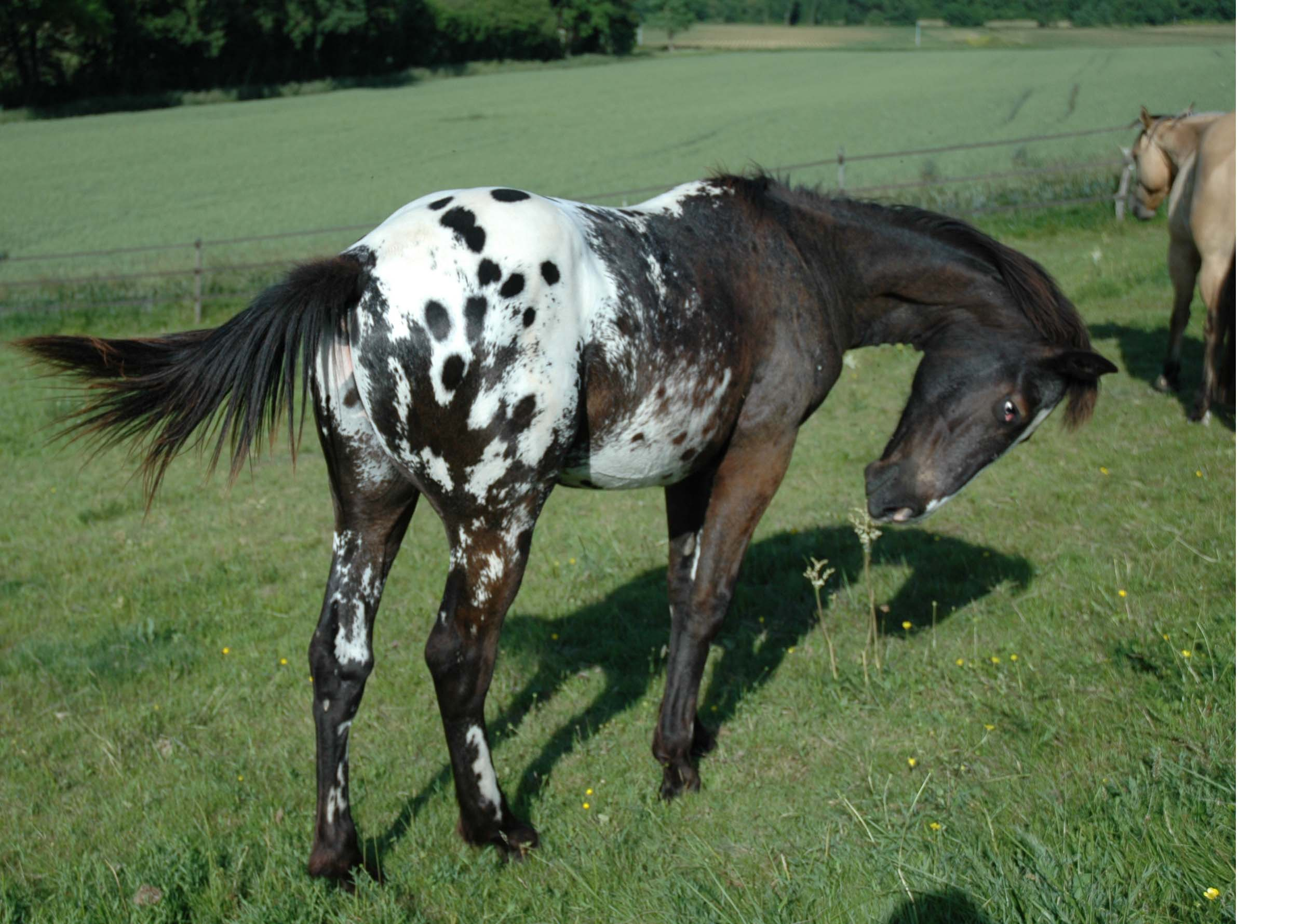
Spotted Blanket
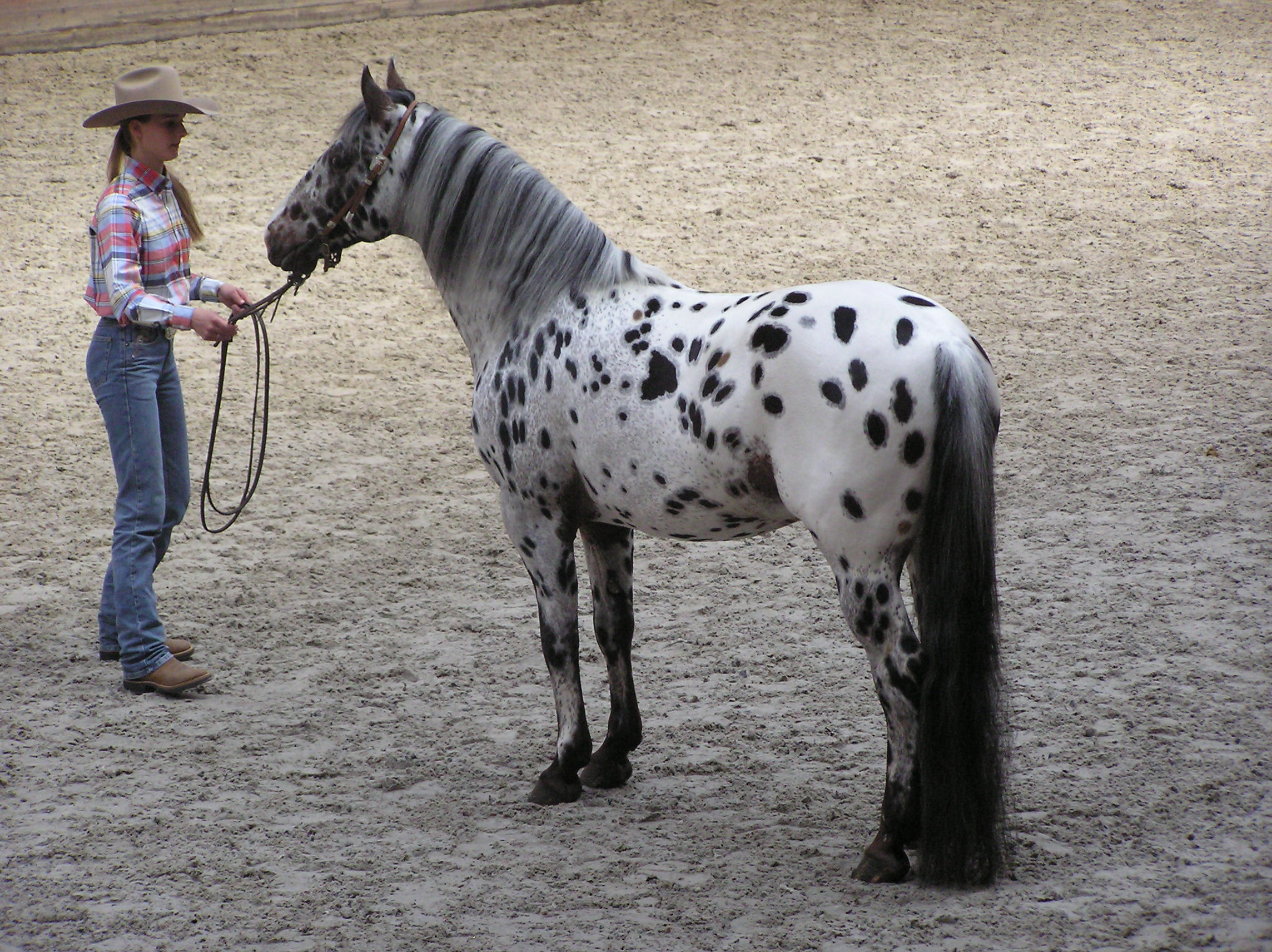
Leopard
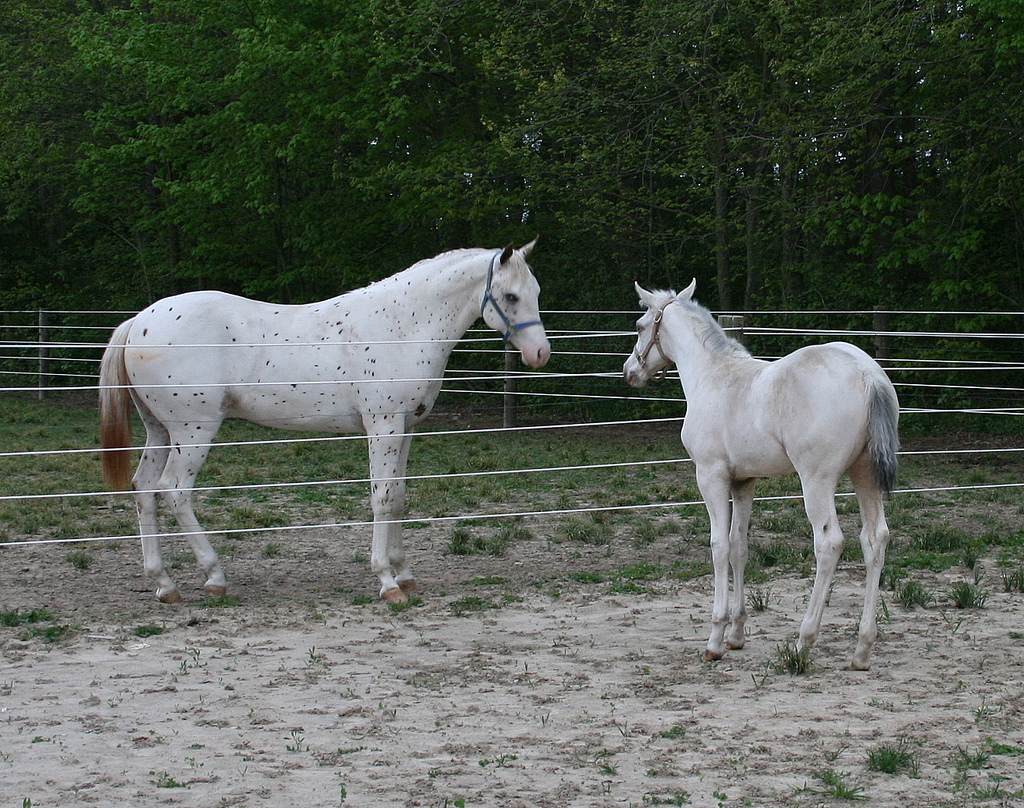
Few Spots
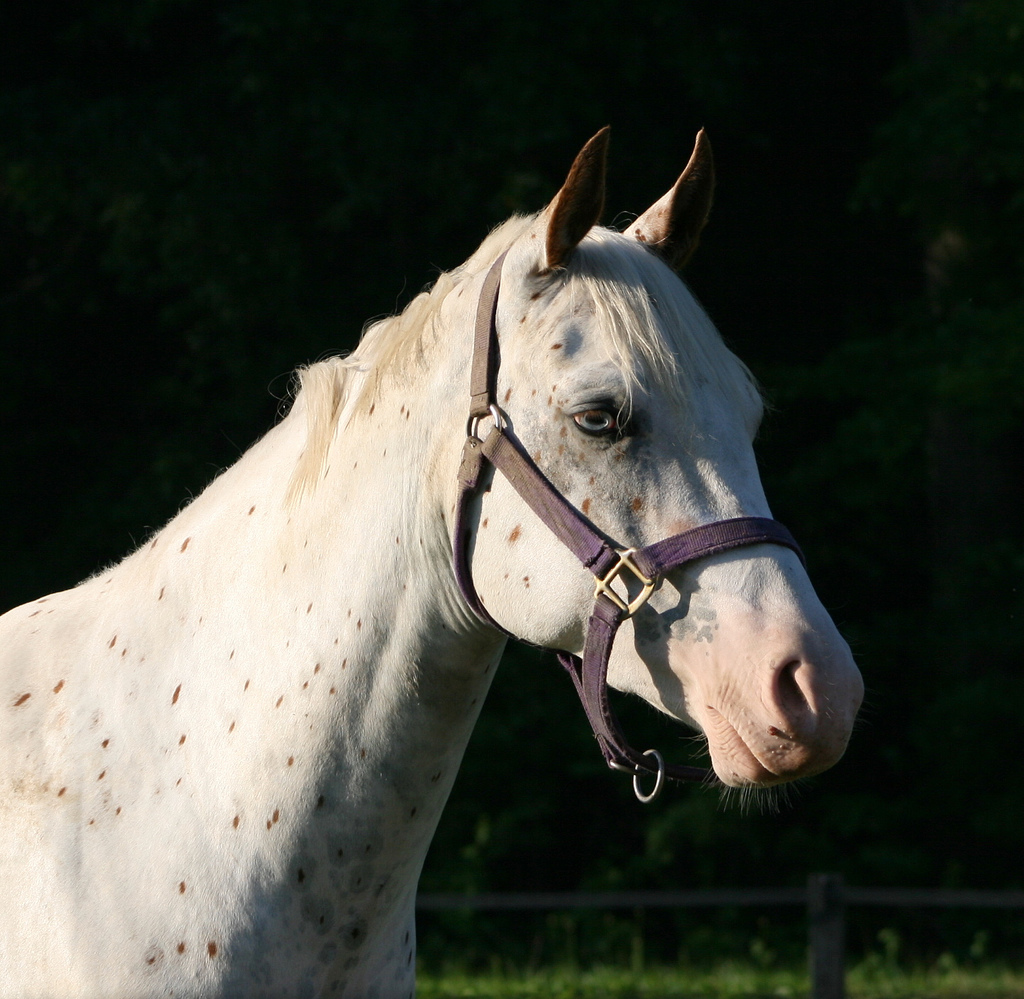
Few Spots
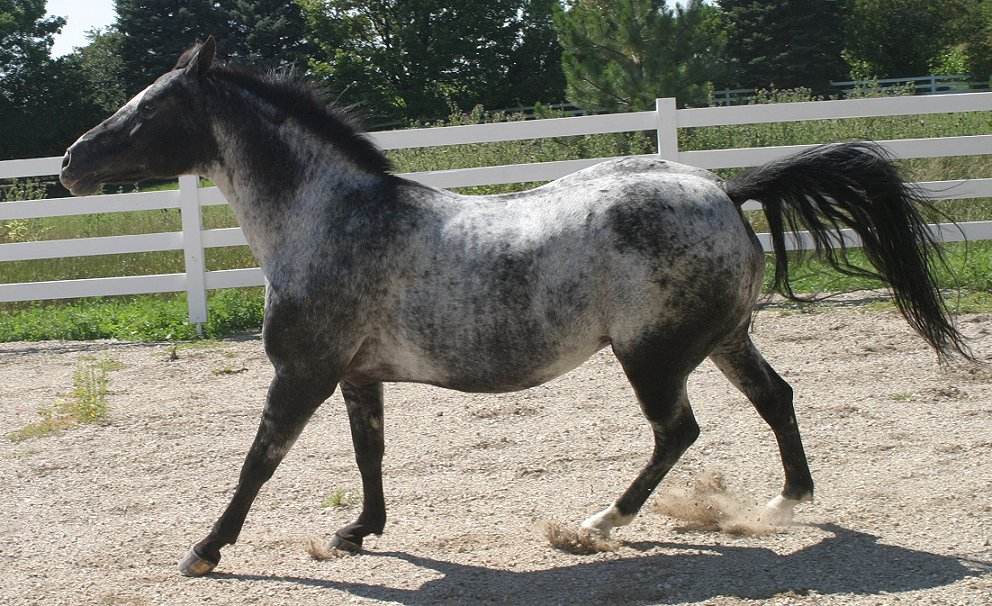
Varnish
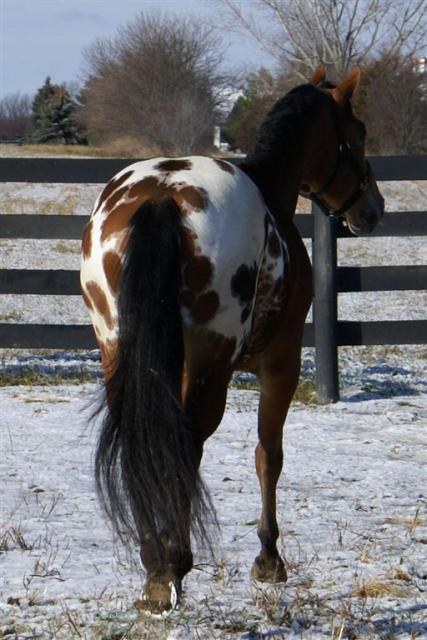
Spotted Blanket
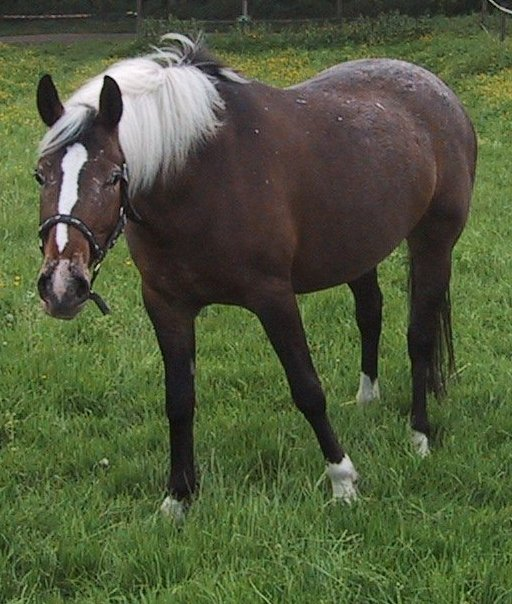
Snowflake

Le cheval Appaloosa n'est pas le seul à posséder cette variété de taches. Ces mêmes robes se retrouvent aussi dans plusieurs autres races à travers le monde comme chez le Knabstrup, le Noriker, l'Altaï ou le Barbe.
Il existe aussi des Appaloosas à la robe unie appelés « Solid Color ». Un quart des poulains environ présente cette particularité.

### Standard morphologique
Tête

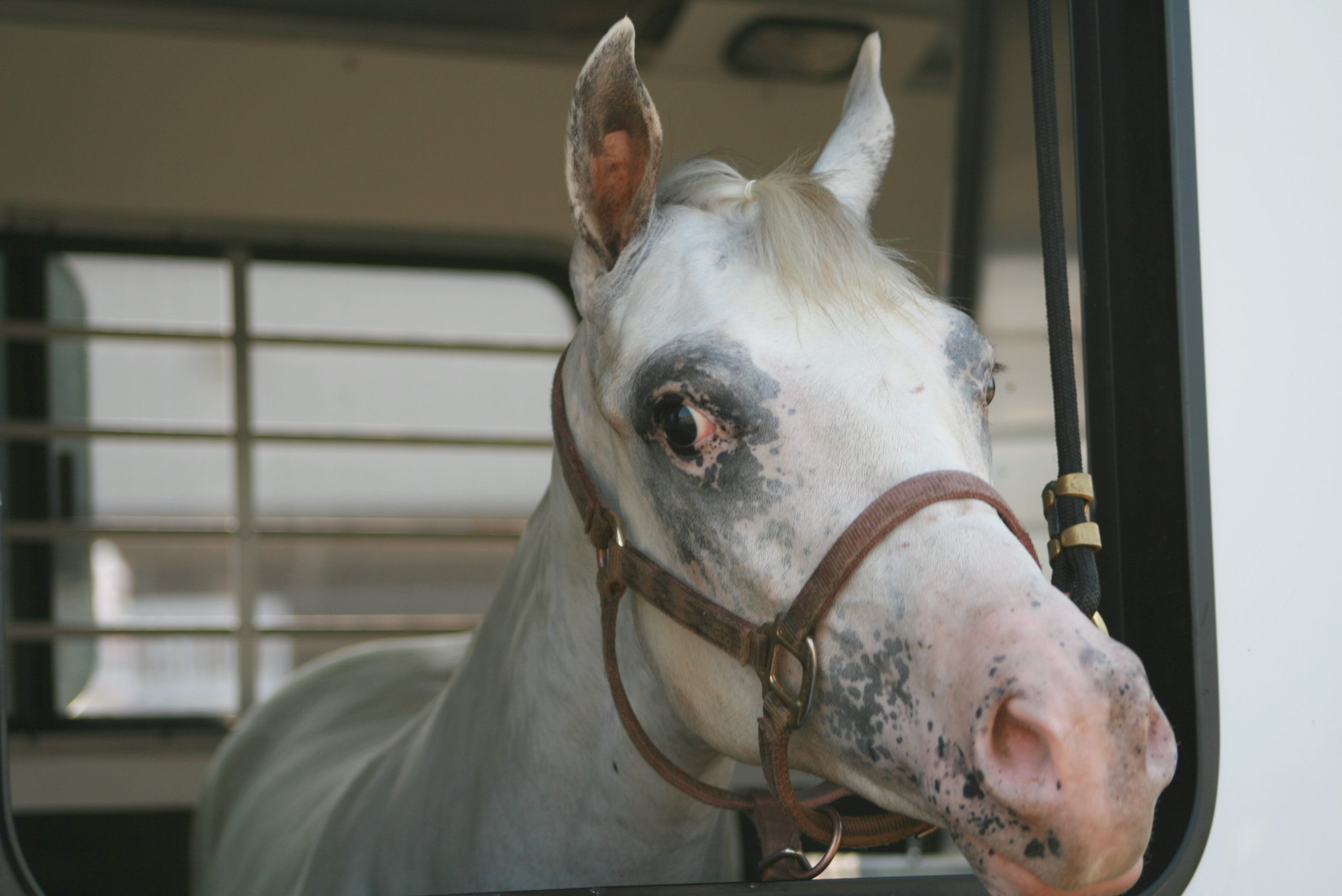
Détail de la tête d'un cheval Appaloosa

La tête est petite, au profil rectiligne, raffinée avec les ganaches prononcées. Les oreilles sont de taille moyenne, pointées vers l'avant et plantées haut sur la tête. La peau des naseaux, le tour des yeux, et la bouche sont marbrés. La partie colorée de l'œil est encerclée de blanc.
Avant-main
L'encolure est longue et bien attachée. Le poitrail est large et profond, les côtes arrondies sont bien arquées. L'épaule est oblique et le garrot modérément élevé. L'avant-bras est musclé, long, large et s'amincit vers le genou.
Dos
Le dos est court, large et droit.
Arrière-main
L'arrière-main puissante est le résultat des croisements avec le Quarter horse durant ces dernières décennies. Le rein est court, les flancs sont bien descendus. La hanche est peu inclinée et souligne une croupe arrondie. La cuisse est longue, musclée et charnue. Le jarret est net, large et droit.
Membres
Les membres sont droits. Le canon est court et large, supporté par un boulet puissant. Le paturon est incliné et de longueur moyenne.
Les sabots sont solides, ronds, striés de blanc et de noir et large du talon. La sole est profonde et ouverte.
Crins
Les crins sont peu fournis, aussi bien pour la crinière que pour la queue. La crinière est courte et clairsemée. La queue est courte, à frange irrégulière.

### Tempérament et allures
L'Appaloosa est un cheval au caractère docile et tranquille mais qui est aussi vif et réceptif. Pour le cavalier, c'est un cheval qui se révèle fort, résistant, agile et maniable.
L'Appaloosa a fait l'objet d'une étude visant à déterminer la présence de la mutation du gène DMRT3 à l'origine des allures supplémentaire : l'étude de 20 sujets a permis de détecter la présence de cette mutation chez 12,5 % d'entre eux, et l’existence de chevaux avec des allures supplémentaires parmi la race.  

### Sélection
La sélection est pratiquée par les Nez-Percés dès l'introduction du cheval dans leur région dans les années 1700. Ils recherchent un cheval puissant, endurant et rapide. En revanche, les robes tachetées ne semblent pas le fruit d'une sélection mais plutôt de l'héritage des chevaux colorés achetés ou capturés.
Dans les années 1930, lorsqu'un petit groupe de passionnés se met en quête des derniers descendants des chevaux des Nez-Percés, leurs recherches les amènent vers des chevaux à forte ossature, ayant peu de crins et une robe colorée. Ces chevaux sont désignés sous le terme de « foundation » ou « old style ». Afin de retrouver les caractéristiques des chevaux de la Palouse River, l’ApHC distingue aujourd'hui les « Appaloosa Fondations » ayant un fort pourcentage du sang des chevaux sélectionnés lors de la création du registre Appaloosa en tant que « FPD » (Foundation Pedigree Designation) dont le nom commence par « F » pour « Fondateur » ou avec un numéro inférieur à 69.999.
La race est sensible à la fluxion périodique.

#### Appaloosa britannique
En dehors du nom, la race de l'Appaloosa britannique n'a aucun point commun avec l'Appaloosa d'origine américaine,. La race britannique a reçu son nom de British Appaloosa en 1976, pour des raisons commerciales, afin d'en faciliter l'exportation. Cette décision a été prise en concertation avec l'Appaloosa Horse Club américain.

#### Appaloosa néerlandais
En 1967, un stud-book a été créé pour l'Appaloosa néerlandais (Vereniging Het Nederlandse Appaloosa Stamboek), qui enregistre tous les chevaux de robe tachetée présents sur le territoire néerlandais, qu'ils soient d'origine américaine ou non. Les animaux concernés doivent présenter un modèle de selle, une robe tachetée, et peuvent être de toutes les tailles.

### Santé
Tout comme le knabstrup et le Noriker, L'Appaloosa est touché par le gène Léopard (LP), qui donne sa couleur tachetée à la robe. Ce gène est à l’origine des sabots striés, de la sclérotique de l’œil apparente et de la peau marbrée à certains endroits. Le gène LP supprime la vision nocturne et ce depuis la naissance ; il faut donc éviter toute activité nocturne. Les chevaux atteints du gène LP sont plus sujets à contracter des uvéites, qui entraînent une dégénérescence de la vue du cheval.

## Utilisations

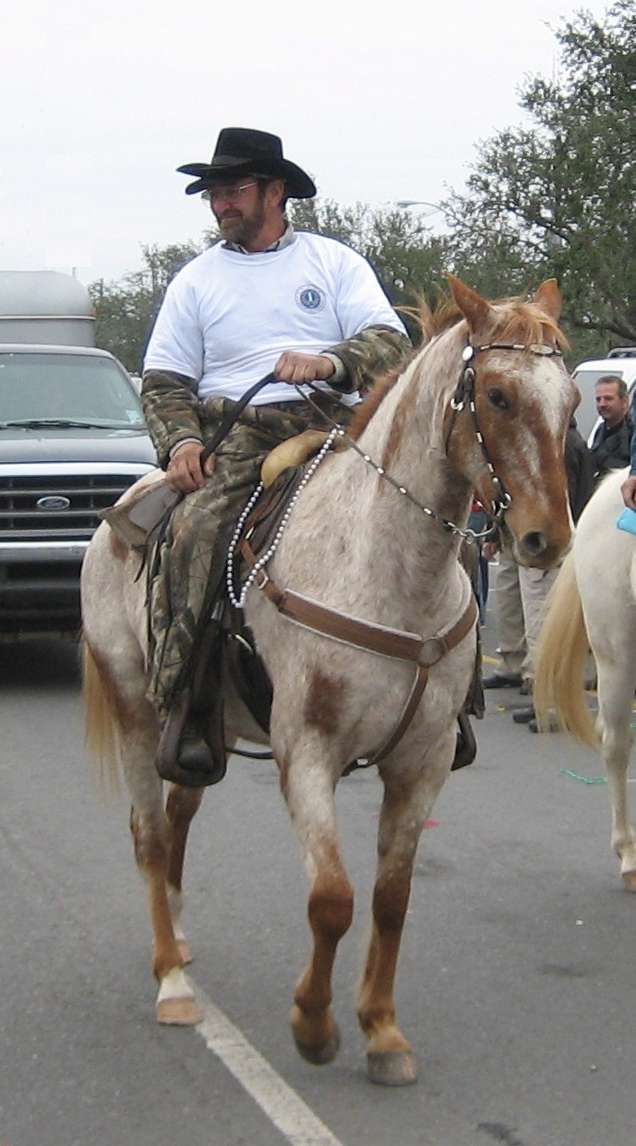
Appaloosa en monte western

Autrefois utilisé par les Nez-Percés comme cheval de chasse, de guerre, et aussi ami fidèle, l'Appaloosa est aujourd'hui un cheval polyvalent même si sa discipline de prédilection est l'équitation western.

### Équitation western
L'ApHC propose ainsi un certain nombre de disciplines comme les classes de halter, le showmanship at halter, le hunter in hand, le hunter under saddle et le trail.
C'est aussi un cheval utilisé en rodéo.

### Autres disciplines
L'Appaloosa est aussi un cheval idéal dans la pratique du tourisme équestre et de campagne. 
La rusticité et le pied sûr de l'Appaloosa en font aussi, sur des petites épreuves, un très bon cheval d'endurance ainsi que de TREC. Même si ce n'est pas son domaine de prédilection, il convient aussi tout à fait à la pratique de l'équitation classique, à savoir du dressage, du saut d'obstacles, et du concours complet. Aux États-Unis, une discipline est aussi très pratiquée avec des Appaloosas : les courses sur courtes et moyennes distances (200 à 1 600 mètres). Le croisement avec le Pur-sang a en effet apporté des qualités de vitesse aux Appaloosas qui leur ont permis d'atteindre des records sur ces distances, soit des vitesses avoisinant les 70 km/h sur un quart de mile (400 mètres).

### Croisements
L'ApHC reconnaît le croisement avec trois races pour produire un Appaloosa approuvé : le Quarter Horse, le Pur-sang et le Pur sang arabe. Le croisement est possible avec un Appaloosa à la condition que le cheval ait été approuvé par l'ApHC pour reproduire en race Appaloosa. Ces croisements sont effectués pour produire des Appaloosas ayant des prédispositions dans les disciplines maitresses des races citées précédemment, à savoir l'équitation western, les courses et l'endurance.

## Diffusion de l'élevage
On trouve la plupart des Appaloosas aux États-Unis, 3 011 naissances y ont été enregistrées en 2012, mais c'est un cheval qui est également élevé en Italie, au Canada, en Allemagne, en France, au Mexique et en République tchèque, pays dans lesquels les effectifs sont bien représentés.
En France, la race est reconnue par les haras nationaux depuis 1997. On compte 78 immatriculations enregistrées en 2011. Cette même année 158 juments ont été saillies et 68 étalons sont en activité. En 2012, on dénombre 92 élevages de chevaux Appaloosa sur le territoire.

## Culture populaire
Dans la culture populaire, l'Appaloosa est rattaché aux Indiens, aux cow-boys et à l'univers du western en général. Au cinéma, Marlon Brando monte ainsi un Appaloosa du nom de « Cojo Rojo » dans L'Homme de la Sierra (The Appaloosa, est le titre original du film) et John Wayne est en selle sur « Zip Cochise » dans El Dorado. 
Dans le film Les collines de la terreur (Chato's land en version originale, 1972), Charles Bronson monte un appaloosa moucheté.
Appaloosa est aussi le titre du film de, et avec, Ed Harris (2008), ce cheval y jouant un rôle crucial lors du déroulement de l'intrigue.

L'Appaloosa est aussi présent dans les séries télévisées par exemple dans Le Virginien où il apparaît comme monture de plusieurs personnages. La littérature de jeunesse américaine s'est aussi intéressée au cheval Appaloosa comme Spirit of the West de Jahnna N. Malcolm ou Wild Appaloosa
de Glen Rounds. En bande dessinée, la série Yakari dédie un album entier aux chevaux Appaloosa sous le titre Yakari et les appaloosas.
Le cheval de Lucky Luke, Jolly Jumper, peut également être vu comme un Appaloosa grâce aux taches brunes qu'il porte sur la croupe. Un Appaloosa apparaît dans le film Le Revenant.

#### Ouvrages spécialisés
- Fabienne Duthoit, Le cheval appaloosa, Arles, Actes Sud, 2004, 130 p. (ISBN 978-2-7427-4624-8, BNF 39190476)
- (en) Rachel Damon Criscione, The Appaloosa, The Rosen Publishing Group, 2006, 24 p. (ISBN 978-1-4042-3450-5)
- (en) Sarah Maass, The Appaloosa Horse, Capstone Press, 2005, 32 p. (ISBN 978-0-7368-4372-0)
- (en) Audrey Pavia, Appaloosa Spirit, BowTie Press, 1998, 64 p. (ISBN 978-1-889540-15-3)
- (en) Cheryl Dudley, The Legendary Appaloosa : A Tribute in Words and Photos, The Lyons Press, 2007, 208 p. (ISBN 978-1-59921-048-3)
- (en) Walter Prescott Webb, The Great Plains, University of Nebraska Press, 1981, 525 p. (ISBN 978-0-8032-9702-9)
- (en) Deb, M.D. Bennett, Conquerors : The Roots of New World Horsemanship, Amigo Pubns Inc, 1998, 432 p. (ISBN 978-0-9658533-0-9)

#### Ouvrages généralistes
- Gianni Ravazzi (trad. de l'italien), L'Encyclopédie des chevaux de race, Bergame, Italie, De Vecchi, 2002, 191 p. (ISBN 978-2-7328-8417-2, BNF 40171954), p. 154-155
- Elwyn Hartley Edwards, L'œil nature : CHEVAUX, Nord Compo, Villeneuve-d'Ascq, Larousse, 2005, 256 p. (ISBN 978-2-03-560408-8), p. 196-197
- Collectif, Les Races de chevaux et de poneys, Paris, Artémis Éditions, 2006, 127 p. (ISBN 978-2-84416-338-7, BNF 40174983), p. 30-31
- Jean-Claude Castex, Rivière-Rouge, Éditions P.-O. Vancouver, 2015. 488 p.  (ISBN 978-2-921668-26-2)

#### Article de presse
- Lise Mayrand, « L'appaloosa, au-delà de la couleur », Cheval Magazine, no 505,‎ décembre 2013, p. 48-51